# Будище (Житомирская область)
Будище (укр. Будище) — село на Украине, находится в Пулинском районе Житомирской области.
Население по переписи 2001 года составляет 71 человек. Почтовый индекс — 12041. Телефонный код — 4131.

## Адрес местного совета
12042, Житомирская область, Пулинский р-н, с. Бабичовка, ул. Карла Маркса, 10